# 남현성
남현성(한국 한자: 南縣成, 1985년 5월 6일 ~ )은 대한민국의 전직 축구 선수이다. 현역 시절 포지션은 수비수이다.